# ان‌جی‌سی ۹۳

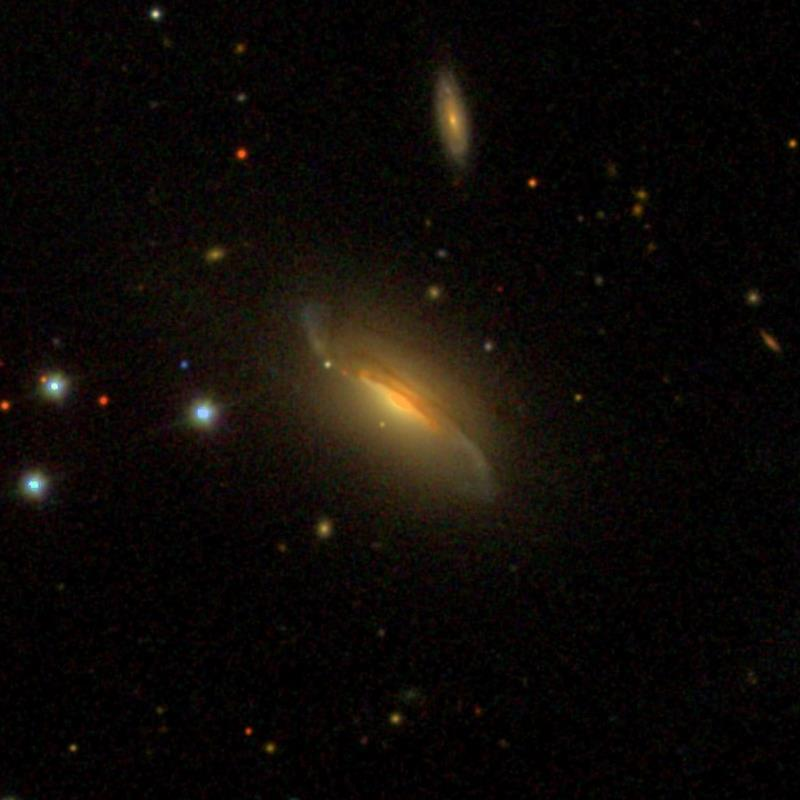

ان‌جی‌سی ۹۳ (به انگلیسی: NGC 93) یک کهکشان مارپیچی با قدر ظاهری ۱۴٫۷ است که در صورت فلکی زن برزنجیر قرار دارد.